# Оде, Дейв
Дейв Оде (англ. Dave Audé; род. 12 октября 1969, Калифорния, США) — американский композитор, диджей и продюсер. 132 ремикса, которые он сделал на песни различных исполнителей, попали на первую строчку чарта Billboard Dance Club Songs, что является абсолютным рекордом. В 2016 году артист выиграл премию «Грэмми» за лучший неклассический ремикс песни «Uptown Funk» Марка Ронсона и Бруно Марса.

## Дискография
- Audacious Summer Vol. 1 (2014)
- Audacious 4 (2013)
- Audacious Summer 2011 Sampler (2011)
- Audacious 3 (2011)
- 2 Audacious (2009)
- Audacious (2006)